# Жилой дом Облплана
Жилой дом Облплана — здание в стиле неоклассицизма, расположенное в Центральном районе Новосибирска. Построено в 1939 году. Архитектор — Н. С. Кузьмин. Памятник архитектуры регионального значения.

## Описание
П-образный дом разной высотности с курдонёром. Западный фасад здания ориентирован на Красный проспект. Пятиэтажный объём находится в глубине от красной линии застройки Красного проспекта, а торцы четырёхэтажных объёмов одинакового объёмно-планировочного решения выходят на его красную линию.
Линия первого этажа отделена рустовкой стен и профилированным карнизом. Расположенные на пятом этаже балконы объединяет горизонталь глухого ограждения.
Подвал здания расположен под центральным и южным объёмами.
Наружные стены сделаны из кирпича и оштукатурены, их толщина — 64 см.

## Галерея

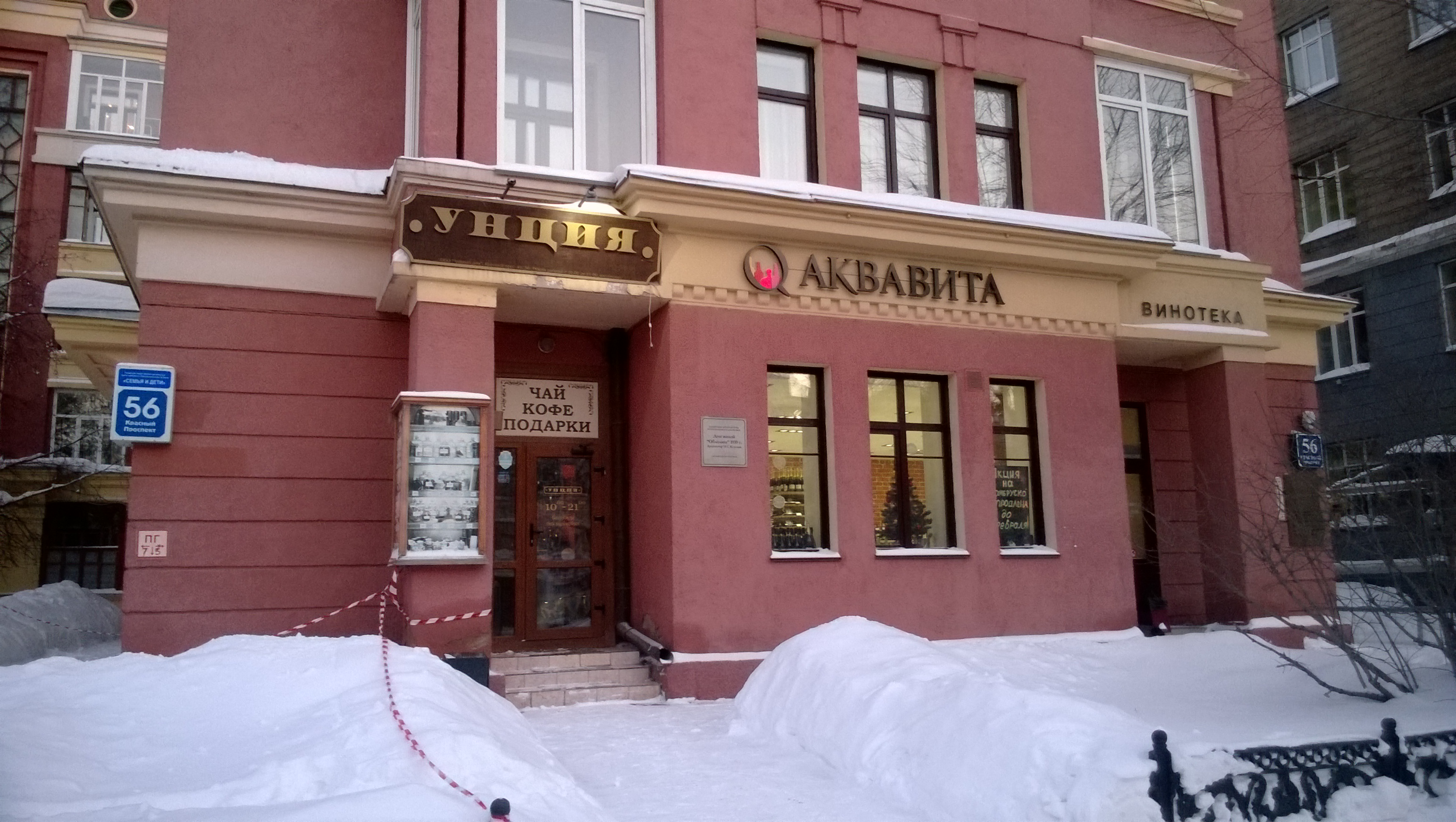

## Известные жители

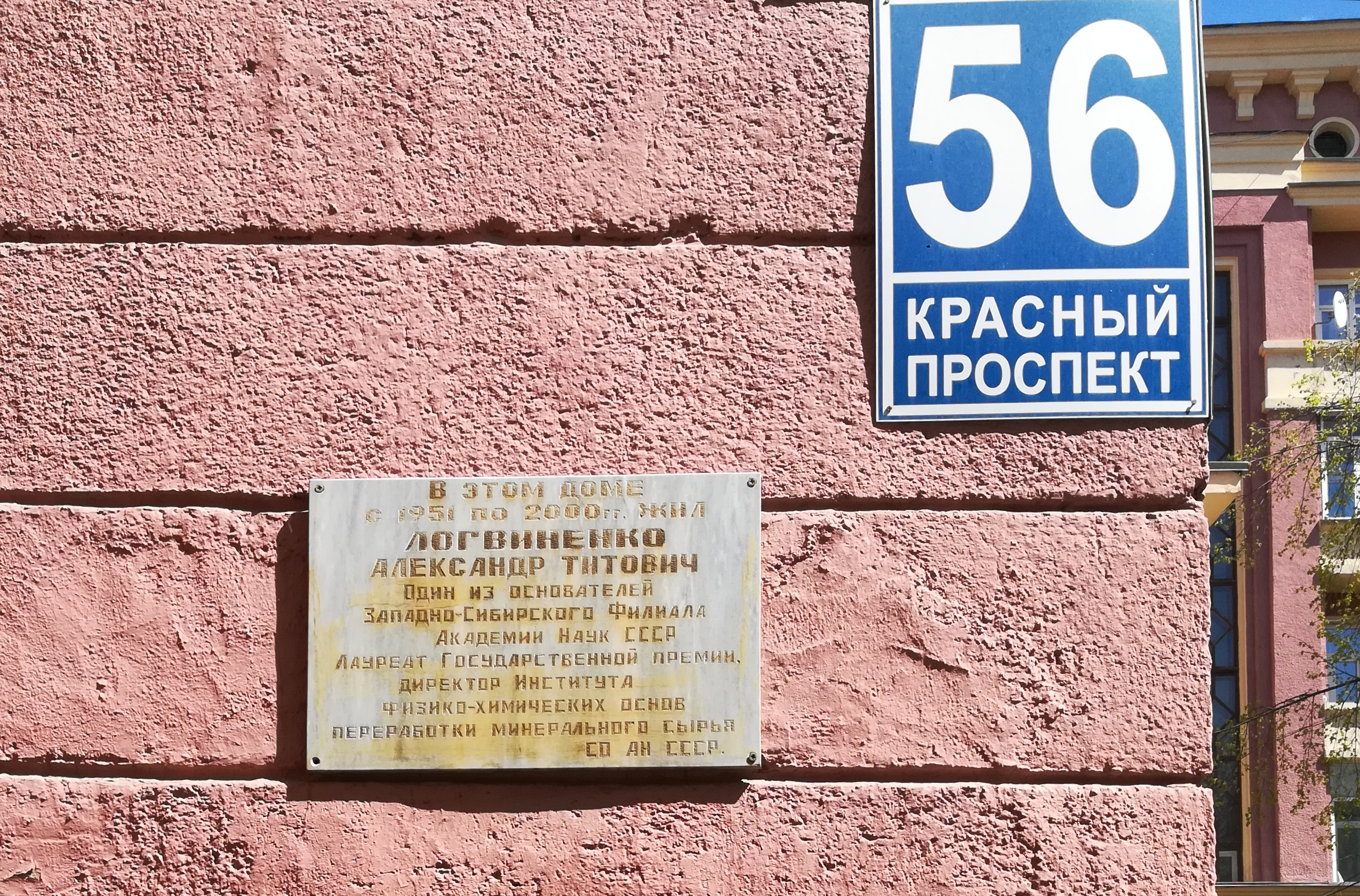

- Игна́тий Влади́мирович Гро́мов (настоящая фамилия — Мамонов, 1884—1971) — русский революционер, большевик, борец за Советскую власть в Сибири, один из руководителей красных партизан в годы Гражданской войны на Алтае. Первым получил звание «Почётный гражданин города Новосибирска» (1967)[2].
- Александр Титович Логвиненко (1903—2000) — советский учёный в области химии и технологии переработки минерального сырья. Жил в доме Облснаба с 1951 по 2000 год. На здании установлена мемориальная доска[3].
- Андрей Порфирьевич Новиков (1909—1979) — советский композитор, дирижёр, народный артист СССР. Жил в доме Облснаба с 1972 по 1979 год. Со стороны Красного проспекта на здании установлена мемориальная доска[4].